# Laetitiae sanctae
Laetitiae sanctae (en español, A la santa alegría) es la cuadragésima novena encíclica de León XIII, promulgada el 8 de septiembre de 1893. Trata sobre la devoción del santo rosario, recomendándolo para superar los males que aquejan a la sociedad.

## Encíclicas de León XIII sobre el rosario
Dentro de los escritos marianos de León XIII, se encuentra un conjunto de once encíclicas sobre el Rosario. Un buen número de ellas suponen un exhortación a los obispos para que promuevan el rezo del rosario, de modo que durante el mes de octubre se rece el rosario de modo solemne en las principales iglesias de sus diócesis; por este motivo, varias de sus encíclicas las publica en septiembre, o a finales de agosto, para preparar el que, denominó, mes de Nuestra Señora del Rosario. Concedió además especiales indulgencias para los fieles que participasen en esas ceremonias. Algunas de estas encíclicas desarrollan con cierta amplitud aspectos doctrinales de la devoción a la Virgen, o de su intercesión por los que acuden a Ella en sus necesidades.
La opción del papa por el rezo de Rosario, para defender la fe y la vida cristiana, fue lógica y eficaz. De hecho a partir de su pontificado el Rosario ha conseguido el rango de la categoría de una devoción cercana a la liturgia de la Iglesia.

## Contenido de la encíclica
Laetitiae sanctae, quam Nobis annus quinquagesimus ab episcopali consecratione feliciter plenus adduxit, pergrata nimirum ex eo fuit accessio, quod omnes, per universitatem catholicarum gentium, non secus ac filios pater, consortes habuerimus, fidei et amoris significatione pulcherrima
A la santa alegría que nos ha causado el feliz cumplimiento del quincuagésimo aniversario de nuestra consagración episcopal, se ha añadido vivísima fuente de ventura; es a saber: que hemos visto a los católicos de todas las naciones, como hijos respecto de su padre, unirse en hermosísima manifestación de su fe y de su amor hacia Nos.

Ante esa comprobación el papa quiere llenar de acción de gracias a la Madre de Dios, y siente el amor particular de la Virgen que dice a sus hijos de la Iglesia clama, no ceses. Respondiendo a esa petición y próximo el mes de octubre que ha consagrado a la Reina del Cielo y la devoción del santo rosario, confiando en su ayuda, quiere recordar los principales males presentes en la sociedad y más funestos para el bien común.

### El desprecio de la vida sencilla y la lección de los misterios gozosos
Tres males, sobre todo, nos parecen los más funestos para el común bienestar, que son: el disgusto de una vida modesta y activa, el horror al sufrimiento y el olvido de los bienes eternos que esperamos.

El papa deplora el creciente desprecio de los deberes de la vida doméstica, una actitud que conduce a las envidias, al pisoteo de los derechos de los demás, el pueblo frustrado ante sus expectativas, ataca el orden público y a quienes están encargados de mantenerlo. 

La gente llega a ver la felicidad y la comodidad como cosas a las que tienen derecho, en lugar de cosas por las que trabajar

Frente a esta situación el papa ofrece como ejemplo la casa de Nazaret, contemplada en los misterios gozosos, como modelo perfecto de la sociedad doméstica.

### Repugnancia del sacrificio y lecciones de los misterios dolorosos
Cada vez es más frecuente una resistencia al dolor, con un deseo desenfrenado de una existencia feliz, se forjan así la idea de un Estado donde no habría nada desagradable, ni fuese necesario cumplir los deberes y vencer con el esfuerzo los problemas que presenta la vida. Aunque resulta natural tratar de evitar los peligros innecesarios y aliviar las cargas

También en este peligro puede esperarse del Rosario de María grandísimo socorro para fortalecer las almas (tan eficaz es la autoridad del ejemplo), si los misterios que se llaman dolorosos son objeto de una meditación tranquila y suave desde la más tierna infancia, y si luego se continúa meditándolos asiduamente.

### Descuido de los bienes terrenos y lecciones de los misterios gloriosos
Aunque también en las edades pasadas los hombres estaban ligados a los bienes de la tierra, incluso a veces de un modo no virtuoso, no desdeñaban, sin embargo los bienes del cielo. Ahora, por el contrario es frecuente el olvido de que hay otra vida. Piensan quizá, que el pensamiento de la vida futura, puede perjudicar la prosperidad de los Estados, 

no hay nada más odioso y más insensato que semejante convicción. Pues las esperanzas eternas no tienen por carácter absorber de tal manera los bienes presentes; cuando Cristo mandó buscar el reino de Dios, dijo que se le buscase primero; pero no que se dejase todo lo demás aun lado.

También los misterios del rosario, en este caso, la contemplación de los misterios gloriosos, nos proporcionará la luz necesaria para conocer los bienes que, aunque no vemos, Dios ha preparado para los que le amán.

### Fomento de las cofradía del Rosario
El papa termina la encíclica recomendando las cofradías del santo rosario, de modo que sean muchos los fieles que se inscriben en esas cofradías, de modo que su ejemplo inspire a los demás un respeto y gran piedad hacia el rosario, 

Nos tenemos confianza, venerables hermanos, en que vuestro concurso, nuestras enseñanzas y nuestros deseos contribuirán a la prosperidad de las familias, a la paz de los pueblos y al bien de la tierra.